# John Griffin (4e baron Howard de Walden)
John Griffin Griffin, 4e baron Howard de Walden, 1er baron Braybrooke (13 mars 1719 – 25 mai 1797), (né Whitwell), d'Audley End dans l'Essex, est un noble britannique et un Militaire.

## Biographie
Il est né John Griffin Whitwell, le fils de William Whitwell et de son épouse Anne Griffin, sœur et unique héritière d'Edward Griffin, 3e baron Griffin de Braybrooke et petite-fille de James Howard (3e comte de Suffolk) (1619-1689).
Il fait ses études au Winchester College et est nommé enseigne dans le Scots Guards et lieutenant dans l'armée en 1739. Il sert dans l'armée autrichienne aux Pays-Bas et en Allemagne pendant la Guerre de Succession d'Autriche et est promu capitaine dans son régiment et lieutenant-colonel dans l'armée en mars 1744.
Sa tante Elizabeth, la comtesse de Portsmouth accepte de lui laisser son domaine de Audley End House s'il change son nom de famille en Griffin. Il le fait en 1749, par loi du Parlement, devenant John Griffin,. Il devient député d'Andover en novembre 1749. Promu colonel le 29 mai 1756, il devient le premier major de son régiment le 9 mai 1758. Promu major général le 12 septembre 1759, il devient colonel du 50e régiment d'infanterie en octobre 1759 et colonel du 33e régiment d'infanterie en mai 1760.
Il commande une brigade d'au moins quatre bataillons lors de la bataille de Corbach en juillet 1760 pendant la guerre de Sept Ans. À Corbach, à la suite de l'arrivée de renforts français de Frankenberg, l'armée alliée est contrainte de se retirer. Il commande également une brigade à la bataille de Warburg plus tard ce mois-là où l'armée britannique a plus de succès. Il est présent et blessé à la bataille de Kloster Kampen en octobre 1760.
Il est nommé chevalier compagnon de l'ordre du Bain le 11 avril 1761  et hérite purement et simplement d'Audley End House à la mort de sa tante en 1762. Promu lieutenant général le 26 mars 1765  il devient colonel de la 1re troupe Horse Horse Grenadier Guards en mars 1766 et promu général à part entière le 14 avril 1778. Pendant la crise politique du début des années 1780 à la fin de la guerre d'indépendance des États-Unis, il est généralement un partisan de William Pitt le Jeune.
Pitt s'arrange pour que la baronnie d'Howard de Walden soit attribuée à Griffin, l'élevant ainsi à la Chambre des lords, le 3 août 1784, et pour que Griffin soit nommé lord-lieutenant de l'Essex en novembre 1784. Il devient colonel des 4th Queen's Own Hussars en mars 1788, est en outre créé 1er baron Braybrooke le 30 août 1788 et promu maréchal le 30 juillet 1796. Il meurt à son domicile, Audley End House, le 25 mai 1797 et est enterré dans le cimetière de l'église St Mary the Virgin à Saffron Walden.

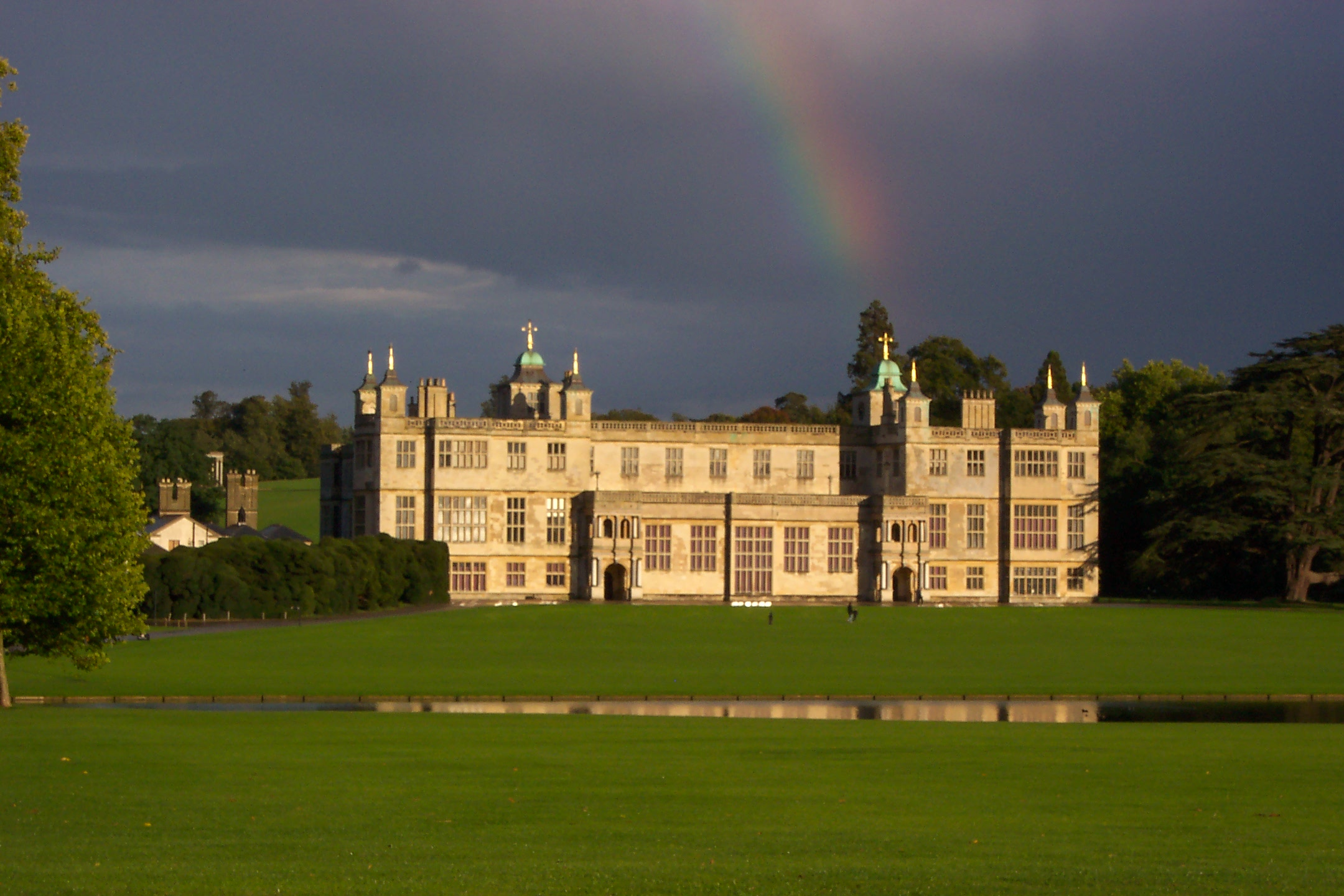
Audley End House

En 1749, il épouse Anna Maria Schutz et en 1765, il épouse Catherine Clayton; il n'a aucun enfant de l'un ou de l'autre mariage.